# Éparchie Sainte-Croix de Paris des Arméniens
L'éparchie Sainte-Croix de Paris des Arméniens (en latin : eparchia Sanctae Crucis Lutetiae Parisiorum) est une Église particulière de l'Église catholique érigée le 30 juin 1986 pour les catholiques arméniens de France.
Elle dépend directement du Saint-Siège à Rome.
L'éparque actuel est Mgr Élie Yéghiayan.

## Histoire
Le 23 juillet 1960, Jean XXIII érige l'exarchat apostolique des Arméniens de France. C'est une juridiction destinée aux fidèles de l'Église catholique arménienne résidant en France. Elle est placée sous l'autorité d'un évêque titulaire rattaché au patriarcat de l'Église catholique arménienne.
Le 30 juin 1986, Jean-Paul II élève l'exarchat au rang d'éparchie, c'est-à-dire de diocèse avec à sa tête un éparque. L'éparchie reçoit le nom de « Sainte-Croix de Paris des Arméniens », ce nom lui venant de son église cathédrale.

### Liste des ordinaires

#### Exarques apostoliques
- Garabed Amadouni (de) (22 juillet 1960 - 15 mars 1971)
- Grégoire (Krikor) Ghabroyan (3 janvier 1977 - 30 juin 1986, promu éparque)

#### Éparques
- Grégoire (Krikor) Ghabroyan (30 juin 1986 - 2 février 2013), devient en 2015 le patriarche de Cilicie des arméniens
- Jean Teyrouz (2 février 2013 - 23 juin 2018)
- Élie Yéghiayan (depuis le 23 juin 2018)[1]